# Aurélien Paret-Peintre
Aurélien Paret-Peintre (* 27. Februar 1996 in Annemasse) ist ein französischer Radrennfahrer

## Sportlicher Werdegang
Aurélien Paret-Peintre stammt aus einer Radsport-Familie; auch sein jüngerer Bruder Valentin (* 2001) ist als Radrennfahrer erfolgreich, während seine Schwester Maéva (* 1999) ihre Radsportlaufbahn zum Ende 2020 beendete.
2013 gewann Paret-Peintre das Juniorenrennen Giro di Basilicata und 2014 die Tour of Istria, ebenfalls für Junioren. Ab August 2018 erhielt er einen Vertrag beim Team AG2R La Mondiale. Im Jahr darauf belegte er in der Gesamtwertung der Tour des Suisse Platz 16 und wurde 2020 beim Giro d’Italia ebenfalls 16. Im Frühjahr 2021 wurde er Neunter bei Paris–Nizza. Im Juni 2021 ging er erstmals bei einer Tour de France an den Start, die er als 15. beendete. Im Mai 2023 entschied er eine Etappe des Giro d’Italia für sich.

## Erfolge
2013
- Gesamtwertung und eine Etappe Giro di Basilicata (Junioren)

2014
- Gesamtwertung und eine Etappe Tour of Istria (Junioren)

2021
- Grand Prix d’Ouverture La Marseillaise

2023
- eine Etappe Tour des Alpes-Maritimes et du Var
- eine Etappe Giro d’Italia

2024
- eine Etappe Tour of the Alps

## Grand Tours-Platzierungen
| Grand Tour            | 2020 | 2021 | 2022 | 2023 | 2024 | 2025 |
| --------------------- | ---- | ---- | ---- | ---- | ---- | ---- |
| Giro d’ItaliaGiro     | 16   | –    | –    | 15   | 26   | –    |
| Tour de FranceTour    | –    | 15   | DNF  | 55   | –    | 25   |
| Vuelta a EspañaVuelta | –    | –    | –    | –    | –    | …    |